# Орлов, Олег Павлович
Оле́г Па́влович Орло́в (род. 16 июня 1942, Зеленодольск, Татарская АССР) — советский и российский физик-судостроитель, председатель одной из секций Научного совета ЦНИИ имени академика А. Н. Крылова, лауреат премии имени А. Н. Крылова (1998).

## Биография
Родился 16 июня 1942 года в Зеленодольске Татарской АССР.
В 1965 году окончил Ленинградский Кораблестроительный институт.
Еще учась в институте, начал работать в ЦНИИ имени академика А. Н. Крылова, где и продолжил свою деятельность в последующем: на инженерных должностях в глубоководном опытовом бассейне института, начальник сектора (1978), заместитель директора (1986), начальник проектно-исследовательского центра гражданского судостроения — заместитель директора (1992).
Занимаясь исследованиями сопротивления и ходовых качеств кораблей и судов, экстраполяцией данных модельных испытаний на натуру, впервые установил возможность точного воспроизведения гидродинамических характеристик кораблей и судов в опытовом бассейне. Обосновал требования к проведению испытаний и разработал методики их проведения.
Руководил морскими конструкторскими испытаниями высокоскоростного корабля нового типа (1990—1991).
Академик Академии транспорта РФ (1991).
Член исполкома Международной конференции опытовых бассейнов (1987—1993).
Член Совета по проблемам транспорта Института проблем транспорта РАН, член Научно-технической комиссии «Сооружения для добычи нефти и газа на шельфе».

## Награды
- Премия Совета Министров СССР (1991)
- Премия имени А. Н. Крылова (1998) — за работу «Одновременное моделирование вязкостного и волнового сопротивления корабля в опытовом бассейне»